# Lutfiyar Imanov
Lutfiyar Imanov (en azerí: Lütfiyar İmanov) fue cantante de ópera y profesor de música de Azerbaiyán, Artista del pueblo de la RSS de Azerbaiyán y de la URSS.

## Biografía
Lutfiyar Imanov nació el 17 de abril de 1928 en Sabirabad. En 1957 se graduó en el Colegio de Música de Bakú y  en 1968 la Universidad Estatal de Cultura y Arte de Azerbaiyán.
En 1956-1959 trabajó en el Teatro de Música Estatal de Azerbaiyán. En 1957 Lutfiyar Imanov debutó en la ópera "Koroğlu" del famoso compositor de Azerbaiyán, Uzeyir Hajibeyov en Moscú. Desde 1959 hasta su muerte fue el solista del Teatro de Ópera y Ballet Académico Estatal de Azerbaiyán. En 1965 y 1975 fue pasante en el Teatro Bolshói en Moscú y el Teatro de La Scala en Milán.
Además, generalmente enseñó en la Academia de Música de Bakú y en 1991-1995 en los teatros de ópera en Estambul y Esmirna. En los años 1990 realizó visitas para actuar en Irán, Italia, Reino Unido, Alemania, India, Canadá, Estados Unidos, Checoslovaquia, Turquía y algunos países árabes.
Lutfiyar Imanov murió el 21 de enero de 2008 en Bakú y fue enterrado en el Callejón de Honor.

## Repertorio
- Jerman – “La dama de picas” Piotr Ilich Chaikovski
- Manrico – “El trovador” Giuseppe Verdi
- Radames – “Aida” Giuseppe Verdi
- Otelo – “Otelo” Giuseppe Verdi
- Hersoq – “Rigoletto” Giuseppe Verdi
- Don José – “Carmen" Georges Bizet
- Dr. Fausto – “Fausto" Charles Gounod
- Cavaradossi – “Tosca" Giacomo Puccini
- Koroghlu –“ Koroğlu" Uzeyir Hajibeyov
- Balash – “Sevil” Fikret Amirov
- Asker – “Arshin mal alan” Uzeyir Hajibeyov

## Premios y títulos
- Artista de Honor de la RSS de Azerbaiyán (1959)
- Artista del Pueblo de la RSS de Azerbaiyán (1967)
- Artista del pueblo de la URSS (artes escénicas) (1977)
- Orden de la Bandera Roja del Trabajo
- Orden Istiglal (1998)